# Episodi di Ted Lasso (seconda stagione)
La seconda stagione della serie televisiva Ted Lasso è stata distribuita sul servizio Apple TV+ dal 23 luglio all'8 ottobre 2021, in tutti i paesi in cui era disponibile il servizio.
| n° | Titolo originale                 | Titolo in italiano                 | Pubblicazione originale | Pubblicazione Italia |
| -- | -------------------------------- | ---------------------------------- | ----------------------- | -------------------- |
| 1  | Goodbye Earl                     | Addio Earl                         | 23 luglio 2021          | 23 luglio 2021       |
| 2  | Lavender                         | Lavanda                            | 30 luglio 2021          | 30 luglio 2021       |
| 3  | Do the Right-est Thing           | Fai la cosa più giusta             | 6 agosto 2021           | 6 agosto 2021        |
| 4  | Carol of the Bells               | Canto delle campane                | 13 agosto 2021          | 13 agosto 2021       |
| 5  | Rainbow                          | Arcobaleno                         | 20 agosto 2021          | 20 agosto 2021       |
| 6  | The Signal                       | Il segnale                         | 27 agosto 2021          | 27 agosto 2021       |
| 7  | Headspace                        | Dimensione mentale                 | 3 settembre 2021        | 3 settembre 2021     |
| 8  | Man City                         | Man City                           | 10 settembre 2021       | 10 settembre 2021    |
| 9  | Beard After Hours                | L'after hours di Beard             | 17 settembre 2021       | 17 settembre 2021    |
| 10 | No Weddings and a Funeral        | Zero matrimoni e un funerale       | 24 settembre 2021       | 24 settembre 2021    |
| 11 | Midnight Train to Royston        | Treno di mezzanotte per Royston    | 1º ottobre 2021         | 1º ottobre 2021      |
| 12 | Inverting the Pyramid of Success | Invertire la piramide del successo | 8 ottobre 2021          | 8 ottobre 2021       |

## Addio Earl
- Titolo originale: Goodbye Earl
- Diretto da: Declan Lowney
- Scritto da: Brendan Hunt

### Trama
L'AFC Richmond pareggia con il Nottingham Forest F.C. e Dani ha la possibilità di portare in vantaggio i Greyhounds, ma un suo calcio di rigore viene interrotto da un tragico evento: la palla, che sembra aver spiazzato il portiere, centra in pieno Earl, il cane mascotte del club che per inseguire un uccello si frappone tra il tiro di Dani e la porta. L'evento traumatizza Dani talmente tanto da spingerlo a chiedersi se "Il calcio è vita". Ciò spinge i "Diamond Dogs" a coinvolgere la psicologa Sharon Fieldstone, per aiutare Dani e - con sorpresa di Ted - per aiutare alcuni altri giocatori dell'AFC Richmond. Nel frattempo, Rebecca è alla ricerca di un interesse amoroso con l'aiuto di Keeley, che sta anche aiutando l'ormai in pensione Roy Kent a scoprire dove vuole che il suo futuro porti. Nel frattempo, Jamie Tartt si è allontanato dal calcio per apparire nel reality show televisivo "Lust Conquers All".

## Lavanda
- Titolo originale: Lavender
- Diretto da: Declan Lowney
- Scritto da: Leann Bowen

### Trama
Jamie Tartt è tornato sulla scena e cerca lavoro dopo la sua uscita dal suo impegno in Reality TV. Cerca aiuto da alcuni vecchi amici e colleghi nella speranza di riaccendere la sua carriera. La dottoressa Sharon Fieldstone potrebbe trascorrere un soggiorno prolungato all'AFC Richmond e osservare le sessioni di allenamento. Nel frattempo Roy Kent è ancora sotto pressione da parte di Keeley per assumere un ruolo di esperto e questo è qualcosa che inizia a prendere in considerazione.

## Fai la cosa più giusta
- Titolo originale: Do the Right-est Thing
- Diretto da: Ezra Edelman
- Scritto da: Ashley Nicole Black

### Trama
Rebecca sta trascorrendo del tempo con la sua figlioccia, Nora, e fatica a costruire una relazione con lei. Nel frattempo, Jamie Tartt deve ricominciare da capo all'AFC Richmond e cercare di voltare pagina dal suo passato. Keeley sta promuovendo una nuova app per appuntamenti mentre Roy continua ad apprezzare il suo ruolo di esperto di Sky Sports. Sam inizia a chiedersi dove risieda la sua fedeltà.

## Canto delle campane
- Titolo originale: Carol of the Bells
- Diretto da: Declan Lowney
- Scritto da: Joe Kelly

### Trama
Il Natale scende a Richmond upon Thames e Ted sta affrontando la sua prima vacanza da solo da quando il suo divorzio è stato finalizzato. Rebecca, consapevole di quanto si senta giù Ted, chiede il suo aiuto per diffondere l'allegria natalizia. I piani di Keeley per "Sexy Christmas" con Roy vengono sospesi quando Phoebe si unisce a loro. Tuttavia, anche Phoebe ha dei problemi che portano Roy e Keeley a cercare disperatamente una soluzione. Nel frattempo, Higgins continua la sua tradizione di aprire la sua casa ai giocatori senza famiglia in città per unirsi alla sua famiglia per la cena di Natale. A causa del ritrovato spirito di squadra, Higgins si ritrova a ospitare gran parte della squadra dell'AFC Richmond.

## Arcobaleno
- Titolo originale: Rainbow
- Diretto da: Erica Dunton
- Scritto da: Bill Wrubel

### Trama
Nate vuole fare qualcosa di speciale per l'anniversario di matrimonio dei suoi genitori procurando loro un posto vicino al finestrino nel loro ristorante preferito. Nathan non sapeva che avrebbe dovuto cambiare il modo in cui fa le cose per raggiungere questo obiettivo. Con l'aiuto di Rebecca e Keeley, Nathan si sottopone a un corso di assertività per realizzare il suo sogno per i suoi genitori. Nel frattempo, Isaac sta lottando per accettare di essere il capitano dell'AFC Richmond. Ted deve andare da un ex capitano del club per ottenere l'aiuto di cui ha tanto bisogno.

## Il segnale
- Titolo originale: The Signal
- Diretto da: Erica Dunton
- Scritto da: Brett Goldstein

### Trama
L'AFC Richmond deve prepararsi per una partita importante contro il Tottenham Hotspur in FA Cup e lo staff tecnico del Richmond ha un dilemma su come utilizzare Jamie Tartt nel gioco. Fortunatamente, Roy Kent ha proprio la soluzione. Nel frattempo, la mamma di Rebecca le fa visita con alcune notizie di famiglia. La partita cruciale della FA Cup è qui e il dramma ti aspetta dentro e fuori dal campo.

## Dimensione mentale
- Titolo originale: Headspace
- Diretto da: Matt Lipsey
- Scritto da: Phoebe Walsh

### Trama
Nathan deve fare i conti con l'essere il "bambino prodigio" dopo aver guidato Richmond alla vittoria dei quarti di finale di FA Cup contro il Tottenham Hotspur. Ted vede il dottor Sharon e trova difficile affrontare quello che è successo alla partita degli Spurs. Keeley diventa frustrata dal fatto che Roy sia troppo in giro e deve trovare un modo per concedersi un po' di spazio. Rebecca continua a chiacchierare con il suo incontro misterioso.

## Man City
- Titolo originale: Man City
- Diretto da: Matt Lipsey
- Scritto da: Jamie Lee

### Trama
Sharon è coinvolta in un incidente mentre va al lavoro e tocca a Ted prendersi cura di lei. Roy viene chiamato a scuola con Phoebe dopo che la sua influenza ha influenzato Phoebe a scuola. Rebecca incontra il suo partner misterioso e ha una grande sorpresa. L'AFC Richmond affronta un enorme test contro il Manchester City F.C. nella semifinale di FA Cup, e gli eventi fuori dal campo sono al centro dell'attenzione.

## L'after hours di Beard
- Titolo originale: Beard After Hours
- Diretto da: Sam Jones
- Scritto da: Brett Goldstein, Lucas Asmaron e Joe Kelly

### Trama
Beard vuole scrollarsi di dosso la schiacciante sconfitta dell'AFC Richmond contro il Manchester City F.C. in Coppa d'Inghilterra. Decide di prendere la strada più lunga per tornare a casa per pensarci su. Quella sera, dopo aver pensato alla partita, Beard pensa che una serata fuori con Baz, Jeremy e Paul sia proprio ciò di cui ha bisogno. Un viaggio in un night club esclusivo, l'incontro con un fidanzato geloso e la ri-conoscenza di vecchi nemici è qualcosa con cui Beard deve fare i conti.

## Zero matrimoni e un funerale
- Titolo originale: No Weddings and a Funeral
- Diretto da: MJ Delaney
- Scritto da: Jane Becker

### Trama
La gioia di Rebecca per una relazione con Sam è spezzata dalla notizia che suo padre è morto. Mentre la squadra di Richmond si raduna attorno a Rebecca, il funerale provoca un attacco di panico in Ted che richiede l'aiuto del dottor Sharon per far fronte. Sia Rebecca che Ted affrontano i fantasmi del loro passato e i loro traumi incentrati sui loro padri.

## Treno di mezzanotte per Royston
- Titolo originale: Midnight Train to Royston
- Diretto da: MJ Delaney
- Scritto da: Sasha Garron

### Trama
Il miliardario ghanese Edwin Akufo si reca a Richmond upon Thames. Inizialmente, Rebecca crede di voler acquistare l'AFC Richmond, ma invece vuole incontrare Sam Obisanya, sperando di fargli l'offerta di una vita. Ted prepara una speciale festa d'addio per la dottoressa Sharon, solo per scoprire che se n'è andata presto. Entrambi devono affrontare i propri problemi per raggiungere un luogo in cui entrambi si sentono a proprio agio nel dire addio. La relazione di Keeley e Roy vira in acque agitate mentre i segreti vengono appresi da entrambe le parti. Ted riceve un messaggio da Trent Crimm secondo cui una storia sul suo attacco di panico sta per finire sul giornale e che la fonte è un collega fidato.

## Invertire la piramide del successo
- Titolo originale: Inverting the Pyramid of Success
- Diretto da: Declan Lowney
- Scritto da: Jason Sudeikis e Joe Kelly

### Trama
Ted affronta il nuovo giorno dopo che la fuga di notizie sul suo attacco di panico è arrivata alla stampa mattutina. Edwin Akufo sta ancora cercando di convincere Sam Obisanya a unirsi a lui nei suoi sforzi e Sam deve prendere una decisione. Nel frattempo, Keeley riceve l'offerta di una vita a cui non può rinunciare e non sa come dirlo a Rebecca. L'AFC Richmond affronta il Brentford F.C per un posto in Premier League, e molto dipende da questo per lo staff, i giocatori e i tifosi. Nate, dopo aver tradito Ted rivelando alla stampa della sua crisi di panico avuta durante una partita, a fine stagione lascia il Richmond per andare al West Ham.